# Vincelles (Jura)
Vincelles korábbi község (település) Franciaországban, Jura megyében. 2025. január 1-jén Bonnaud, Grusse és Vercia községgel egyesült és Val-Sonnette új község része lett.
Lakosainak száma 391 fő (2018. január 1.). Vincelles Sainte-Agnès, Beaufort, Bonnaud, Cesancey, Grusse, Rotalier, Trenal, Vercia, Mallerey és Trenal községekkel határos.

## Népesség
A település népessége az elmúlt években az alábbi módon változott:
| Lakosok száma | 387  | 374  | 941  | 370  | 391  |
|               | 2013 | 2015 | 2016 | 2017 | 2018 |